# Samapuin
Samapuin is een bestuurslaag in het regentschap Sumbawa van de provincie West-Nusa Tenggara, Indonesië. Samapuin telt 3917 inwoners (volkstelling 2010).